# 白蘚
白蘚（学名：Leucomium strumosum）为白蘚科白蘚屬下的一个种。